# 속죄 (미나토 가나에의 소설)
《속죄》(贖罪 쇼쿠자이[*])는 미나토 가나에의 일본 소설이다. 미나토 가나에의 세 번째 소설로 데뷔작 《고백》과 동일하게 장마다 주인공이 변하는 독백형식으로 구성되어 있다. WOWOW를 통해 드라마로 만들어졌으며, 2012년 1월 8일부터 2월 5일까지 방송됐다.

## 드라마
2012년 1월 8일부터 2월 5일까지 WOWOW의 연속 드라마 W 시간대 (일요일 22:00 ~ 23:00)에 방송됐다.

### 줄거리
어느 시골마을에 들어선 아다치제작소의 공장과 그 사원들을 위해 세워진 시골마을과는 어울리지 않는 번듯한 사택. 그곳으로 이사온 전학생 에미리에게 동경과 선망에 빠진 시골마을의 초등학생 4명은 에미리와 친구가 된다. 여름방학의 [그린슬립스]가 울리는 오후 6시 어느날, 그녀들은 에미리의 사체를 발견하게 된다. 그녀들은 범인을 목격했지만 그 얼굴을 기억할 수 없었다. 15년 후, 그녀들이 품어왔던 죄의식과 에미리와 에미리의 어머니를 향한 속죄가 또다른 비극을 불러일으키게 된다.

### 출연진

#### 주요 인물
- 코이즈미 쿄코
- 아오이 유
- 코이케 에이코
- 안도 사쿠라
- 이케와키 치즈루